# Canoë rose (mini-LP)
 (mai 2016).
Si vous disposez d'ouvrages ou d'articles de référence ou si vous connaissez des sites web de qualité traitant du thème abordé ici, merci de compléter l'article en donnant les références utiles à sa vérifiabilité et en les liant à la section « Notes et références ».
Canoë rose est un mini-album de la chanteuse Viktor Lazlo. Réalisé par Lou Deprijck, il est commercialisé en Belgique, en France et plus tard au Japon, en parallèle de son premier album She. La version CD contient deux titres de plus que l'édition vinyle.

## Vinyle
- Face A

1. Canoë rose 4:43
2. Blueser 3:36
  - version française de Loser
3. Pleurer des rivières 3:45

- Face B

1. Shanghaï Lily 3:58
2. Put the Blame on Mame 2:46
3. Mata Hari 3:58
  - version française

## CD
1. Canoë rose 4:43
2. Blueser 3:36
  - version française de Loser
3. Mata Hari 3:58
  - version française
4. Slow Motion 4:24
5. Loser 6:51
  - Extended version
6. Shanghaï Lily 3:58
7. Put the Blame on Mame 2:46
8. Pleurer des rivières 3:45

## Classements
| Pays     | Meilleure position |
| -------- | ------------------ |
| Belgique | 16                 |

## Reprises
En 2018, la chanteuse Tanya Drouginska reprend le titre Canoë rose pour son album Résurrection.